# Fitchburg (Massachusetts)
Fitchburg je město v okrese Worcester County ve státě Massachusetts ve Spojených státech amerických. V roce 2010 zde žilo 40 318 obyvatel. Město bylo založeno v roce 1730.

## Partnerská města
- Kleve, Německo
- Kokkola, Finsko
- Tchien-ťin, Čína
- Oni, Gruzie